# WunderBar
WunderBar war eine deutsche Comedy-Sendung, die für RTL produziert wurde und deren Erstausstrahlung am 5. April 2008 erfolgte. Schon die erste Sendung  fiel zwischen Hallo Taxi und Deutschland sucht den Superstar in ein Quotentief.
Thema der Sendung ist das Alltagsgeschehen. Die Freunde Susan, Carolin, Ben und Thomas treffen sich regelmäßig in der WunderBar, in der sie ihre Freizeit entweder allein oder zusammen verbringen. Sie erzählen sich von ihren Erlebnissen, beklagen sich über das Dasein oder lästern über ihre Vorgesetzten. Die WunderBar ist Standort für immer neue Sketche rund um das Alltägliche, in denen die Freunde alle Aspekte des Lebens in der Großstadt kennenlernen.

## Darsteller
- Susan Sideropoulos
- Ben
- Carolin Kebekus
- Thomas Gimbel